# Bagalevți, Veliko Tărnovo
Bagalevți (în bulgară Багалевци) este un sat în comuna Elena, regiunea Veliko Tărnovo,  Bulgaria. 

## Demografie
Componența etnică a satului Bagalevți
     Bulgari (100%)
     Nicio identificare (0%)
     Altele (0%)
La recensământul din 2011, populația satului Bagalevți era de 6 locuitori. Din punct de vedere etnic, majoritatea locuitorilor (100,0%) erau bulgari. Pentru 0,0% din locuitori nu este cunoscută apartenența etnică.